# L-368,899
L-368,899 je lek koji se koristi u naučnim istraživanjima. On deluje kao selektivni antagonist oksitocinskog receptora, sa znatnom selektivnošću u odnosu na vazopresinske receptore. Za razliku od srodnih lekova kao što je periferno selektivni -L-371,257}-, njegova oralna bioraspoloživost je visoka i moždana penetracija je brza, sa selektivnom akumulacijom u limbičnom sistemu. To ga čini korisnim oruđem za istraživanje centralno posredovanih uloga oksitocina, kao što su socijalno ponašanje i formiranje parova. Ispitivanja na primatima su pokazala da L-368,899 ima redukujuću ulogu u brojnim oblicima ponašanja, kao što su raspodela hrane, seksualna aktivnost i briga za infante, što demonstrira značaj oksitocinergijske signalizacije u posredovanju tih važnih oblika socijalnog ponašanja.

## Literatura
1. ↑  Williams PD, Anderson PS, Ball RG, Bock MG, Carroll L, Chiu SH, Clineschmidt BV, Culberson JC, Erb JM, Evans BE (1994). „1-((7,7-Dimethyl-2(S)-(2(S)-amino-4-(methylsulfonyl)butyramido)bicyclo [2.2.1]-heptan-1(S)-yl)methyl)sulfonyl)-4-(2-methylphenyl)piperaz ine (L-368,899): an orally bioavailable, non-peptide oxytocin antagonist with potential utility for managing preterm labor”. Journal of Medicinal Chemistry. 37 (5): 565—71. PMID 8126695.
2. ↑  Boccia ML, Goursaud AP, Bachevalier J, Anderson KD, Pedersen CA (2007). „Peripherally administered non-peptide oxytocin antagonist, L368,899, accumulates in limbic brain areas: a new pharmacological tool for the study of social motivation in non-human primates”. Hormones and Behavior. 52 (3): 344—51. PMC 2712625 . PMID 17583705. doi:10.1016/j.yhbeh.2007.05.009.
3. ↑  Smith AS, Agmo A, Birnie AK, French JA (2010). „Manipulation of the oxytocin system alters social behavior and attraction in pair-bonding primates, Callithrix penicillata”. Hormones and Behavior. 57 (2): 255—62. PMC 2824532 . PMID 20025881. doi:10.1016/j.yhbeh.2009.12.004.

## Spoljašnje veze
|  | Molimo Vas, obratite pažnju na važno upozorenje u vezi sa temama iz oblasti medicine (zdravlja). |